# Classe Matsu
Pour les articles homonymes, voir Matsu (homonymie).
La classe Matsu (松型駆逐艦, Matsu-gata kuchikukan) est une classe de destroyers de 1e classe de la Marine impériale japonaise mise en service durant la Seconde Guerre mondiale. Elle était aussi qualifiée de Destroyer Type-D (丁型駆逐艦, Tei-gata kuchikukan) selon leur nom de plan.

## Conception
La classe Matsu a été construite à la fin de la guerre avec une conception de rentabilité par un coût financier moindre et de rapidité d'exécution. Les destroyers étaient plus légers que les précédents, avec un armement différent pour une amélioration de la lutte anti-aérienne avec une détection radar et un amoindrissement de la lutte anti-sous-marine.
La grande vitesse n'étant plus nécessaire pour assurer des missions d'escorte, le modèle pris pour la machinerie fut celui des torpilleurs de Classe Ōtori. Une simplification de la construction fut réalisée pour obtenir une production de masse, mais gardant le concept de double-coque avec un pont supérieur en acier et une poupe classique.

## Les unités
| Indicatif | Nom                                 | Chantier naval              | Pose quille   | Lancement      | Mise en service | Fin de carrière |
| --------- | ----------------------------------- | --------------------------- | ------------- | -------------- | --------------- | --- |
| 5481      | Matsu (松, "Pin")                   | Arsenal naval de Maizuru    | 8 août 1943   | 3 fév. 1944    | 28 avr. 1944    | Coulé le 4 août 1944 par un feu croisé des destroyers américains USS Cogswell, Ingersoll et Knapp à 50 nautiques au Nord-Ouest de Chichi-jima (Archipel d'Ogasawara) en position 27° 40′ N, 141° 48′ E. Rayé des registres de la Marine le 10 oct. 1944. |
| 5482      | Take (竹, "Bambou")                 | Arsenal naval de Yokosuka   | 15 oct. 1943  | 28 mars 1944   | 16 juin 1944    | Saisi sans dommages par l'US Navy à la fin du conflit, il sera utilisé comme navire de transport pour rapatrier les troupes japonaises. Le 16 juill. 1947, il sera cédé au titre d'indemnité de guerre au Royaume-Uni, pour être finalement mis à la ferraille. |
| 5483      | Ume (梅, "Abricotier du Japon")     | Chantiers navals Fujinagata | 25 janv. 1944 | 24 avr. 1944   | 28 juin 1944    | Coulé le 31 janv. 1945 par l'aviation américaine à 20 milles nautiques au sud de Taïwan (20° 30′ N, 120° 50′ E). Rayé des registres de la Marine le 10 mars 1945. |
| 5484      | Momo (桃, "Pêcher")                 | Arsenal naval de Maizuru]   | 5 nov. 1943   | 5 mars 1944    | 10 juin 1944    | Torpillé le 15 déc. 1944 par le sous-marin USS Hawkbill (SS-366) à 140 milles nautiques au sud-ouest de Bolinao (Luçon (Philippines)). |
| 5485      | Kuwa (桑, "Mûrier")                 | Chantiers navals Fujinagata | 20 déc. 1943  | 25 mai 1944    | 15 juill. 1944  | Coulé le 3 déc. 1944 par un feu croisé des destroyers américains USS Allen M. Sumner, USS Cooper et USS Moale en tentant de sortir du port d'Ormoc durant la Bataille de la baie d'Ormoc. Rayé des registres de la Marine le 10 fév. 1945. |
| 5486      | Kiri (桐, "Paulownia")              | Arsenal naval de Yokosuka   | 1er fév. 1944 | 27 mai 1944    | 14 août 1944    | Livré à l'Union soviétique le 29 juill. 1947 et renommé Vozrojdénia (Возрождённый), avec Nakhodka comme port d'attache. Il sera finalement utilisé comme bateau cible TsL-25 en 1949, puis comme navire de stockage PM-65 à partir de 1957. Mis à la ferraille en 1969. |
| 5487      | Sugi (杉, "Cèdre du Japon")         | Chantiers navals Fujinagata | 25 fév. 1944  | 3 juill. 1944  | 25 août 1944    | Stationné dans le port de Kure lors de la capitulation. Livré à la République de Chine le 6 juill. 1947 et renommé Hui Yang , avec Shanghai comme port d'attache. Supprimé des registres de la marine chinoise le 11 nov. 1954 et mis à la ferraille. |
| 5488      | Maki (槇, "Podocarpacées")          | Arsenal naval de Maizuru    | 18 fév. 1944  | 10 juin 1944   | 10 août 1944    | Stationné dans le port de Tashiro-jima lors de la capitulation. Retiré des registres de la marine japonaise le 5 oct. 1945, et utilisé comme navire de rapatriement des troupes nippones en décembre de cette même année. Finalement livré au Royaume-Uni à titre de compensation le 14 août 1947 et stationné dans sa colonie de Singapour où il sera par la suite mis à la ferraille. |
| 5489      | Momi (樅, "Abies firma")            | Arsenal naval de Yokosuka   | 1er fév. 1944 | 15 juin 1944   | 3 sept. 1944    | Torpillé le 5 janv. 1945 par un Grumman TBF Avenger de la Task Force 77. Coule avec tout son équipage à 28 milles à l'ouest-sud-ouest de Manille en position 14° 00′ N, 120° 20′ E. Rayé des registres de la Marine le 10 mars 1945. |
| 5490      | Kashi (樫, "Chêne vert")            | Chantiers navals Fujinagata | 5 mai 1944    | 13 août 1944   | 30 sept. 1944   | Légèrement endommagé durant le bombardement de Kure le 28 juill. 1945, le Kashi terminera la guerre à quai. Retiré des registres de la marine japonaise le 5 oct. 1945, et utilisé comme navire de rapatriement des troupes nippones en décembre de cette même année. Livré aux États-Unis à titre de compensation le 7 août 1947, il sera finalement démantelé du 27 octobre 1948 au 20 mars 1949 par la Société navale Ryuto. |
| 5492      | Kaya (榧, "Torreya nucifera")       | Arsenal naval de Maizuru    | 10 avr. 1944  | 30 juill. 1944 | 30 sept. 1944   | Livré à l'Union soviétique le 5 juill. 1947 et renommé Volevoy, avec Nakhodka comme port d'attache. Il sera finalement utilisé comme bateau cible TsL-23 en 1949, puis comme ponton chauffant OT-61 à partir de 1958. Rayé des listes de la marine le 1er août 1959 pour être démantelé. |
| 5493      | Nara (楢, "Chêne")                  | Chantiers navals Fujinagata | 10 juin 1944  | 12 oct. 1944   | 26 nov. 1944    | Gravement endommagé par une mine le 30 juin 1944, à environ 6 milles marins à l'est-sud-ouest de Shimonoseki. Il sera laissé à l'état d'épave jusqu'à son remorquage le 15 juill. 1944 vers Moji où il sera désarmé et finira la guerre. Retiré des listes le 30 nov. 1945, pour être mis à la ferraille en juillet 1948 à Shimonoseki. |
| 5496      | Sakura (櫻, "Sakura")               | Arsenal naval de Yokosuka   | 2 juin 1944   | 6 sept. 1944   | 25 nov. 1944    | Touche une mine marine le 11 juill. 1945 dans le port d'Osaka (34° 36′ N, 135° 28′ E) et coule rapidement après l'explosion de sa soute à munition. Rayé des registres de la Marine impériale le 10 août 1945 |
| 5497      | Yanagi (柳, "Saule")                | Chantiers navals Fujinagata | 20 août 1944  | 25 nov. 1944   | 8 janv. 1945    | Gravement endommagé dans la baie d'Hakodate (41° 48′ N, 141° 41′ E) par un raid aérien des appareils de la Task Force 38 (plus de propulsion , timonerie et de poupe dont 21 morts et 59 blessés) mais reste à flot. Le 9 août 1945 lors de son remorque vers Ominato, il est de nouveau la cible d'appareils américains qui l'endommage à nouveau. Amarré sur la cote Est d'Ashizaki lors de la capitulation du 15 août 1945, il sera transformé en brise lame pour protéger le port de Kitakyushu jusqu'en octobre 1946 où il sera démantelé. |
| 5498      | Tsubaki (椿, "Camellia")            | Arsenal naval de Maizuru    | 20 juin 1944  | 30 sept. 1944  | 30 nov. 1944    | Démantelé le 28 juillet 1948 |
| 5502      | Hinoki (檜, "Chamaecyparis obtusa") | Arsenal naval de Yokosuka   | 4 mars 1944   | 4 juill. 1944  | 30 sept. 1944   | Endommagé le 5 janvier par une attaque aérienne alors qu'il était en compagnie du Momi, il est retourné à Manille pour réparation et a été coulé en quittant la baie de Manille le 7 janvier 1945 par des destroyers de l'US Navy |
| 5505      | Kaede (楓, "Erable")                | Arsenal naval de Yokosuka   | 4 mars 1944   | 25 juin 1944   | 30 oct. 1944    | S'est rendu à Kure. Remis à la République de Chine le 6 juillet 1947 à Shanghai, sous le nom de ROCN Heng Yang. Retiré de la liste de la marine de la ROC en 1950, puis démoli en 1962. |
| 5508      | Keyaki (欅, "Zelkova serrata")      | Arsenal naval de Yokosuka   | 22 juin 1944  | 30 sept. 1944  | 15 déc. 1944    | S'est rendu le 5 juillet 1947 à Yokosuka, a été coulé par l'US NAvy comme cible au large de 34°44′N 140°01′E, le 29 octobre 1947 |

- Tsubaki - détruit en 1948
- Hinoki - coulé le 7 janvier 1945
- Kaede - transféré à la République de Chine en 1947 (détruit en 1962)
- Keyaki - transféré à l'US Navy en 1947 (détruit)